# Lenka Udovički
Lenka Udovički (Beograd, 11. veljače 1967.), kazališna redateljica i umjetnica koja je u dosadašnjoj karijeri ostvarila suradnju s nizom renomiranih svjetskih umjetnika i kulturnih institucija.

## Obrazovanje
Diplomirala je režiju na Fakultetu dramskih umetnosti u Beogradu i započela svoju karijeru u kazalištima u Beogradu i drugdje u bivšoj Jugoslaviji (Ženska u šarenim suknjama M. Bjelića, Molitva za malko sreće S. Anđelić i L. Udovički, Kamerna muzika Arthura Kopita, Smrtonosna motoristika A. Popovića, Opera za dva dinara B. Nušića u vlastitoj adaptaciji, Majka Hrabrost B. Brechta u adaptaciji Borislava Vujčića, Antigona Dušana Jovanovića).

## Projekti u svijetu i Hrvatskoj
Godine 1994. pridružuje se Vanessi Redgrave, Corinu Redgraveu, Kiki Markham i Ekkehartu Schallu kao suosnivačica i jedna od umjetničkih voditeljica Moving Theatre Company. 
Za Moving Theatre režirala je Vodopad V. Stevanovića i Palikuće Maxa Frischa s Frances de la Tour (Riverside Studio), Menottijevog Konzula (Leighton House), Nužne mete Eve Ensler (s Glenn Close u glavnoj ulozi). 
Režirala je History's Rhyme za English National Opera Studio u londonskom Limelight klubu i Oluju Williama Shakespearea u Shakespeareovom kazalištu Globe s Vanessom Redgrave, te praizvedbu opere A Better Place Martina Buttlera, u engleskoj nacionalnoj operi. Za Opera Circus režirala je praizvedbu sevdah opere Differences in Demolition Nigela Osebornea te Shoreline (u koprodukciji sa Scottish Balletom i Hebrides Ensembleom). 
Za festival UCLA Live godine 2009. režirala je Medeju s Annette Bening u naslovnoj ulozi. 
Radila je kao vanjski predavač na California Institute of the Arts i UCLA u Los Angelesu. 2011., uz dramaturšku suradnju Nataše Govedić, režirala je performans Neraskidive niti – Radnice u kulturi za radnice u tekstilnoj industriji kojim je podržala bivše radnice Kamenskog, koje su i same sudjelovale u performansu. 
Godine 2013. režirala je multimedijalni projekt "Henry V" Williama Waltona sa Zagrebačkom filharmonijom i dirigentom Sir Neville Marriner u koncertnoj dvorani Vatroslav Lisinski u Zagrebu.
Potpisnica je Deklaracije o zajedničkom jeziku, u kojoj se tvrdi da se u Hrvatskoj, Bosni i Hercegovini, Srbiji i Crnoj Gori govore nacionalne standardne varijante zajedničkog policentričnog standardnog jezika.

## Suradnja s Kazalištom Ulysses
Za Kazalište Ulysses režirala je niz predstava u proteklih 15 godina, a od 2012. godine umjetnička je direktorica Kazališta Ulysses. Od brijunskih projekata ističu se kazališne uspješnice Kralj Lear, Medeja, Marat/Sade, Core Sample, Hamlet, Pijana noć 1918., Romeo i Julija '68., Oluja, Cabaret Brecht – Zadrživi uspon Artura Uija, Pokojnik, Shakespeare u Kremlju i Antigona – 2000 godina kasnije.

## Nastavna djelatnost
Od 2012. je docentica glume na Studiju glume i medija pri Sveučilištu u Rijeci.